# Puya nitida
Puya nitida är en gräsväxtart som beskrevs av Carl Christian Mez. Puya nitida ingår i släktet Puya och familjen Bromeliaceae.
Artens utbredningsområde är Colombia. Inga underarter finns listade i Catalogue of Life.